# Araespor pallidus
Araespor pallidus là một loài bọ cánh cứng trong họ Cerambycidae.